# قطعنامه ۵۹۳ شورای امنیت
قطعنامه ۵۹۳ شورای امنیت سازمان ملل متحد که در تاریخ ۱۱ دسامبر ۱۹۸۶ تصویب شد، سندی بین‌المللی دربارهٔ قبرس است. این قطعنامه طی نشست ۲۷۲۹ام با ۱۵ موافق، ۰ مخالف و ۰ ممتنع تصویب شد.